# 津市立一志中学校
津市立一志中学校（つしりつ いちしちゅうがっこう）は、三重県津市一志町高野にある、公立の中学校。2014年（平成26年）5月1日現在の生徒数は14学級430人。

## 施設
校地面積は18,417m2で津市立の中学校では美杉中学校に次ぐ第2位、運動場面積は27,500m2で津市立の中学校で最大である。運動場は校地の西方の第1運動場と南方の第2運動場の2つを有する。第1運動場は野球場と陸上競技トラック、第2運動場は球技場とプールが整備されている。
校舎は鉄筋造、一部鉄骨造で、面積は5,805m2である。管理棟、3棟の普通教室棟、2棟の特別教室棟、技術教室棟から成り、校舎に囲まれた中央の空間に「プラザ」と呼ばれる広場がある。設計は岡建築設計事務所、施工は大成建設による。体育館は校舎の南西隣に位置し、面積は1,748m2で、設計・施工とも校舎と同じ業者が担当した。武道場もある。

## 校章・校歌
校章・校歌とも一志町民からの公募により制定された。
校章は341点の応募の中から豊田弘の作品が選ばれた。
校歌は36点の応募の中から出丸恒雄の作詞したものが選ばれ、欠塚勉に作曲が依頼された。3番まであり、各番とも「われらわれら一志中学校」で終わる。

## 沿革

### 開校前史
1947年（昭和22年）4月15日、学制改革により後の一志中学校の学区となる地域には、大井中学校・高岡中学校・川合中学校・波瀬中学校の4つの中学校が開校した。新制中学校発足初年度は1年生のみ義務教育としたため、上級生は少なかった。その後、大井・高岡・川合の3校は統合して三和中学校となり、波瀬中学校は単独校として存続した。

#### 三和中学校
三重県新学制実施協議会は、「新制中学校は独立校舎を持ち、生徒数450人以上、9学級編成とすること」を基本方針としたため、一志郡内でも大井・高岡・川合・波瀬の4校を統合することで調整が進められた。このうち、波瀬中学校に関しては遠隔地であるため分校とすることも検討されたが、大井・高岡・川合の3中学校のみを統合し、波瀬中学校は存続とすることが決定した。よって、大井・高岡・川合の3中学校は1948年（昭和23年）7月15日に統合し、3つの中学校が統合されたことにちなんで三和中学校と命名された。校舎は高岡村立高岡小学校を借用し、7月20日に旧3校から備品を持ち寄り、8月16日に全校生徒568人と教職員26人の対面式が挙行され、正式に始動した。
翌1949年（昭和24年）2月12日には地鎮祭を催行して高岡村田尻353に新校舎の建設を開始し、1950年（昭和25年）11月11日に落成式を挙行した。ところが新校舎は1951年（昭和26年）6月に不審火で焼失してしまい、1年生を高岡村立高岡小学校に、2年生を大井村立大井小学校に、3年生を川合村立川合小学校に通学させる分散授業を行うことになった。住民の協力を得て、1951年（昭和26年）9月28日に地鎮祭と起工式を行って再建に着手し、1952年（昭和27年）5月18日に落成式が行われた。この校舎は、施設優良校として1952年（昭和27年）11月3日に文部大臣から表彰を受けている。1953年（昭和28年）9月24日に第1回修学旅行（東京方面）を実施した。
1955年（昭和30年）、一志町の発足により学校組合立三和中学校から一志町立三和中学校に改称する。その後、同和教育研究指定校（県指定：1958年〔昭和33年〕、県・国指定：1960年〔昭和35年〕）、現職教育指定校（県指定：1964年〔昭和39年〕）、特殊教育指定校（県指定：1965年〔昭和40年〕）、道徳教育研究学校（国指定：1969年〔昭和44年〕・1970年〔昭和45年〕）となり、各種研究発表が行われた。1971年（昭和46年）、波瀬中学校と統合することになり、23年の歴史に幕を下ろした。この間、3,823人の卒業生を送り出した。

#### 波瀬中学校
波瀬中学校は、1947年（昭和22年）4月15日に波瀬村立波瀬中学校として開校、波瀬小学校の2階8教室を借用するとともに、理科室などを小学校と兼用して授業を行った。大井・高岡・川合の3中学校との統合が検討された中で地域の要望が篤く、1948年（昭和23年）7月2日に独立校として存続することが認められた。そこで同年11月に、波瀬村議会は波瀬小学校の北側の土地に中学校を建設することを可決、北川次生の設計、黒川工業（津市）の施工で校舎を建設、1949年（昭和24年）12月15日に落成式を迎えた。なお、校舎は完全な新築ではなく、一部に小学校の校舎を移築して使用した。村の中学校であったため生徒数が少なく、1952年（昭和27年）からは部活動をバレーボール部に重点を置くこととした結果、郡大会や中勢地区大会で上位成績を収め、村のスポーツとしてバレーボールが普及した。
1955年（昭和30年）、一志町発足により波瀬村立波瀬中学校から一志町立波瀬中学校に改称、同年三重県教育委員会より産業教育指定校に指定され、翌1956年（昭和31年）には文部省指定となり、職業教育を推進した。生徒数が年々減少する中、1968年（昭和43年）頃から三和中学校との統合の検討に入り、1971年（昭和46年）4月1日の一志中学校発足により、24年の歴史に終止符を打った。閉校までに1,769人の卒業生を世に送り出した。

### 一志中学校の開校と校舎建設
1955年（昭和30年）の一志町発足時より将来的な中学校統合が検討されていたが、波瀬地区が遠隔であるため見送られてきた。統合議論が本格化したのは1967年（昭和42年）1月議会以降であり、1969年（昭和44年）10月の教育委員会で統合推進を決定、同月の定例会で校地造成費5000万円、校舎建設費2億円を予算として提案した。同年12月議会では1970年（昭和45年）度に校地の購入、1971年（昭和46年）度に名目上統合し、1972年（昭和47年）度に実質統合することが教育長から発表された。「名目統合」とは三和・波瀬両中学校の校舎を使いながら、校名を「一志中学校」、校長は1名とするというものであった。1970年（昭和45年）6月の教育委員会では1971年（昭和46年）に校舎、1972年（昭和47年）に校舎附属建物、1973年（昭和48年）に屋内運動場を建設すること、通学路となる三重県道赤桶一志線を改良すること、通学距離が5km以上となる生徒に通学費補助をすることなどからなる統合推進計画が議論された。
その後、校地として一志町中心部の高野団地南端、三和中学校から約200m離れた地点の山林および田畑45,000m2を選定し、1970年（昭和45年）7月9日にすべての買収を完了した。1971年（昭和46年）4月16日から陸上自衛隊久居駐屯地三一八地区施設隊が校地の整地を開始し、5月8日から校地への取り付け道路の建設が始まった。整地は6月11日に完了、9月12日に校舎建設の競争入札が行われ、9月18日に起工した。そして1971年（昭和46年）4月1日に一志町立一志中学校が開校した。
1973年（昭和48年）3月に旧三和・波瀬両中学校から新校舎へ移転、同年4月1日に開校式を挙行した。校舎は4月20日に完工、5月5日に竣工式が行われた。続いて8月23日から体育館の建設を開始し、1974年（昭和49年）3月10日の第1回一志中学校卒業式の開催に工事が間に合った。またクラブ室棟や自転車置場などの建設工事も行われ、1974年（昭和49年）5月5日に一志中学校全工事の落成式を実施した。式典は午前中に行われ、午後からは笠松茂らを招いて体操模範演技が披露された。
一連の校舎建設工事の完了後も、プールとテニスコートが未完成であった。プールは1977年（昭和52年）4月に藤川建築事務所に設計を依頼、5月19日から指名入札で落札したユニチカにより整備が進められ、7月27日に竣工式が行われた。テニスコートは1977年（昭和52年）から吉井組が周辺整備をした後、1978年（昭和53年）7月に水野建設によって5面建設された。同年、一志中学校は東海三県図書館コンクールで読書指導部門優秀賞を受賞した。
2003年（平成15年）、学力向上フロンティアスクールに指定され、少人数授業やチームティーチング（TT）が国語・数学・理科・社会で実践された。2006年（平成18年）1月1日、市町村合併により、津市立一志中学校に改称した。

## 通学区域
| 一志東小学校区 - 一志町八太 - 一志町片野 - 一志町小山 - 一志町其村 - 一志町新沢田 - 一志町小戸木 - 一志町虹が丘 - 一志町みのりヶ丘 - 一志町庄村（一部除く） - 一志町田尻（一部） | 一志西小学校学区 - 一志町高野 - 一志町日置 - 一志町其倉 - 一志町井生 - 一志町大仰 - 一志町石橋 - 一志町井関 - 一志町波瀬 - 一志町田尻（一部除く） - 一志町庄村（一部） |

## 教育の特色
伝統行事としてクラス対抗百人一首大会を開催しており、1年生が4人1組になって対戦する。
地域の点訳ボランティアとの共同で1999年（平成11年）に点字カレンダーを、2005年（平成17年）2月16日には点字絵本を作成、どちらもタンザニアの目の不自由な子供へ送った。

## 部活動
陸上競技部は2008年（平成20年）12月21日に全国中学校駅伝大会で7位に入賞している。この時のメンバーに岩出玲亜がいる。なおレスリング選手の吉田沙保里も一志中時代は陸上競技部に所属していた。前身校の三和中学校時代にも、1950年（昭和25年）8月22日に全日本中学校レクリエーション大会で女子100mで優勝を飾っている。

### 部活動一覧
令和6年度時点
- 陸上部男女
- バレー部女
- バドミントン部男女
- バスケ部男女
- 剣道部
- 卓球部男女
- 野球部
- サッカー部
- 吹奏楽部
- 生活デザイン部
- 美術部

## 周辺
三重交通路線バス「高野団地」バス停よりすぐ、JR名松線一志駅および近鉄大阪線川合高岡駅より徒歩約18分（約1.5km）である。
- 津市一志学校給食センター
- おやつカンパニー本社
- とことめの里一志
  - 津市一志図書館
- 一志高野団地簡易郵便局
- 津市一志体育館
- 津市立一志西小学校

## 出身者
- あつ - シンガーソングライター[37]
- 岩出玲亜 - 陸上競技選手[35]。2014年、マラソン日本女子10代最高記録を樹立する[35]。
- 茂山千尋 - 陸上競技選手[38]。
- 吉田沙保里 - レスリング選手[39]。オリンピック3連覇を達成[39]。
- 稲垣柚香 - レスリング選手[40]。
- 中井ほのか - レスリング選手[41]。